# Tamil Nadu
Tamil Nadu (தமிழ்நாடு) er en delstat i det sydlige Indien. Staten grænser mod nord til staten Andhra Pradesh, mod vest til Kerala og mod nordvest til Karnataka. Hovedstaden er Chennai (bedre kendt som Madras, indtil 1996) og den nuværende statsminister i Tamil Nadu er M.K. Stalin.
Delstaten har et areal på ca. 130.058 km² og et indbyggertal på 72.147.030 (2011).
Tamil Nadu huser også Indiens næststørste filmindustri Kollywood, som producerer mange film.

## Statistik
Delstatsministre i Tamil Nadu
| No.    | Name                      | Parti | Parti      | Længde som delstatsminister    | Længde som delstatsminister |
| No.    | Name                      | Parti | Parti      | Længste sammenhængende periode | Total periode               |
| ------ | ------------------------- | ----- | ---------- | ------------------------------ | --------------------------- |
| 1      | M. Karunanidhi            |       | DMK        | 6 år, 355 dage                 | 18 år, 360 dage             |
| 2      | J. Jayalalithaa           |       | AIADMK     | 4 år, 323 dage                 | 14 år, 124 dage             |
| 3      | M. G. Ramachandran        |       | AIADMK     | 7 år, 198 dage                 | 10 år, 65 dage              |
| 4      | K. Kamaraj                |       | INC        | 9 år, 172 dage                 | 9 år, 172 dage              |
| 5      | Edappadi K. Palaniswami   |       | AIADMK     | 4 år, 79 dage                  | 4 år, 79 dage               |
| 6      | M. Bhakthavatsalam        |       | INC        | 3 år, 154 dage                 | 3 år, 154 dage              |
| 7      | C. Rajagopalachari        |       | INC        | 2 år, 3 dage                   | 2 år, 3 dage                |
| 8      | C. N. Annadurai           |       | DMK        | 1 år, 334 dage                 | 1 år, 334 dage              |
| 9      | O. Panneerselvam          |       | AIADMK     | 237 dage                       | 1 år, 106 dage              |
| 10     | M. K. Stalin              |       | DMK        |                                |                             |
| 11     | V. N. Janaki Ramachandran |       | AIADMK     | 23 dage                        | 23 dage                     |
| Acting | V. R. Nedunchezhiyan      |       | AIADMK/DMK | 14 dage                        | 21 dage                     |